# Трей, Иоганн Герман
Иоганн Герман Трей (нем. Johannes Hermann Trey, латыш. Hermanis Treijs; 1794—1849) — лифляндский пастор, один из основоположников латышской периодики.
С 1819 года — дьякон, с 1822 года — старший пастор в рижском Соборе Святого Иоанна.
Издавал газеты «Друг латышей» (латыш. «Tas Latviešu Ļaužu Draugs», в старой орфографии «Latweeschu lauschu draugs», с 1832 года) и «Друзьям Божьего слова» (латыш. «Dieva vārda mīļotājiem», в старой орфографии «Deewa wahrdu mihlotajeem», с 1839 года), преследуя в качестве главной цели доступность религиозного учения латышам, знающим только родной язык.
В 1846 году вышел в отставку и уехал в Ковно.